# Raión de Katerynopil
Katerynópil (en ucraniano: Катеринопільський район) es un raión o distrito de Ucrania en el óblast de Cherkasy. 
Comprende una superficie de 672 km².
La capital es la ciudad de Katerynópil.

## Demografía
Según estimación 2010 contaba con una población total de 25.561 habitantes.

## Otros datos
El código KOATUU es 7122200000. El código postal 20500 y el prefijo telefónico +380 4742.